# Уруст (коммуна)
Уруст (швед. Orusts kommun) — коммуна в Швеции в лене Вестра-Гёталанд (в исторической провинции Бохуслен). Административный центр — Хенон.
Площадь коммуны — 389 км², население — 15 083 жителей (2013). Помимо острова Уруст, в коммуну также входят близлежащие острова.
Доминирующую роль в экономике коммуны играет судостроение, которое обеспечивает рабочими местами бо́льшую часть её жителей. В Урустской коммуне имеются также предприятия электронной и пищевой промышленности. Определённое значение имеет и земледелие.

## Наиболее крупные населённые пункты
- Элльёс
- Хенон
- Хеллевиксстранд
- Моллёсунд
- Сванесунд
- Сванвик
- Варечиль

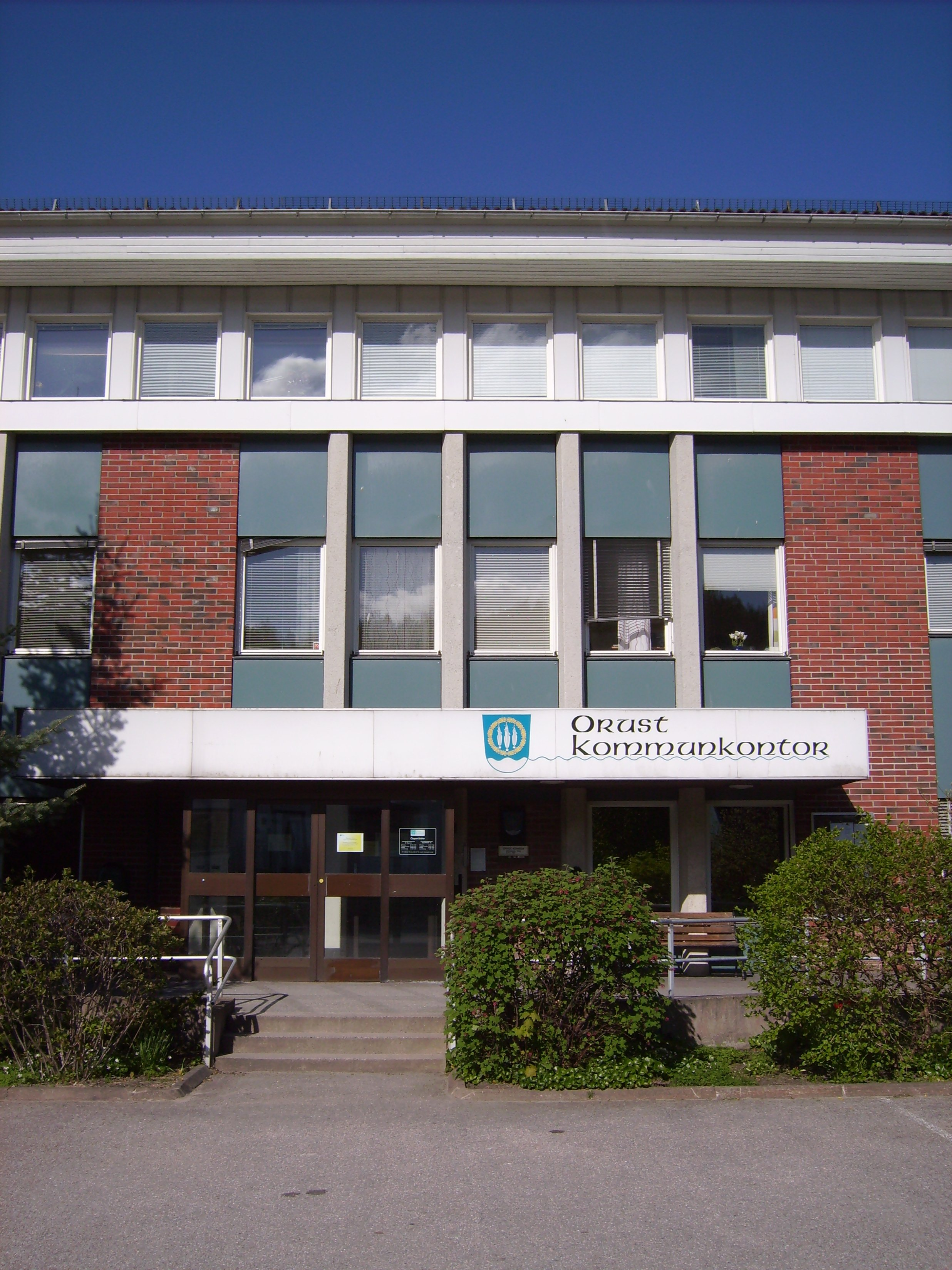
Здание администрации коммуны
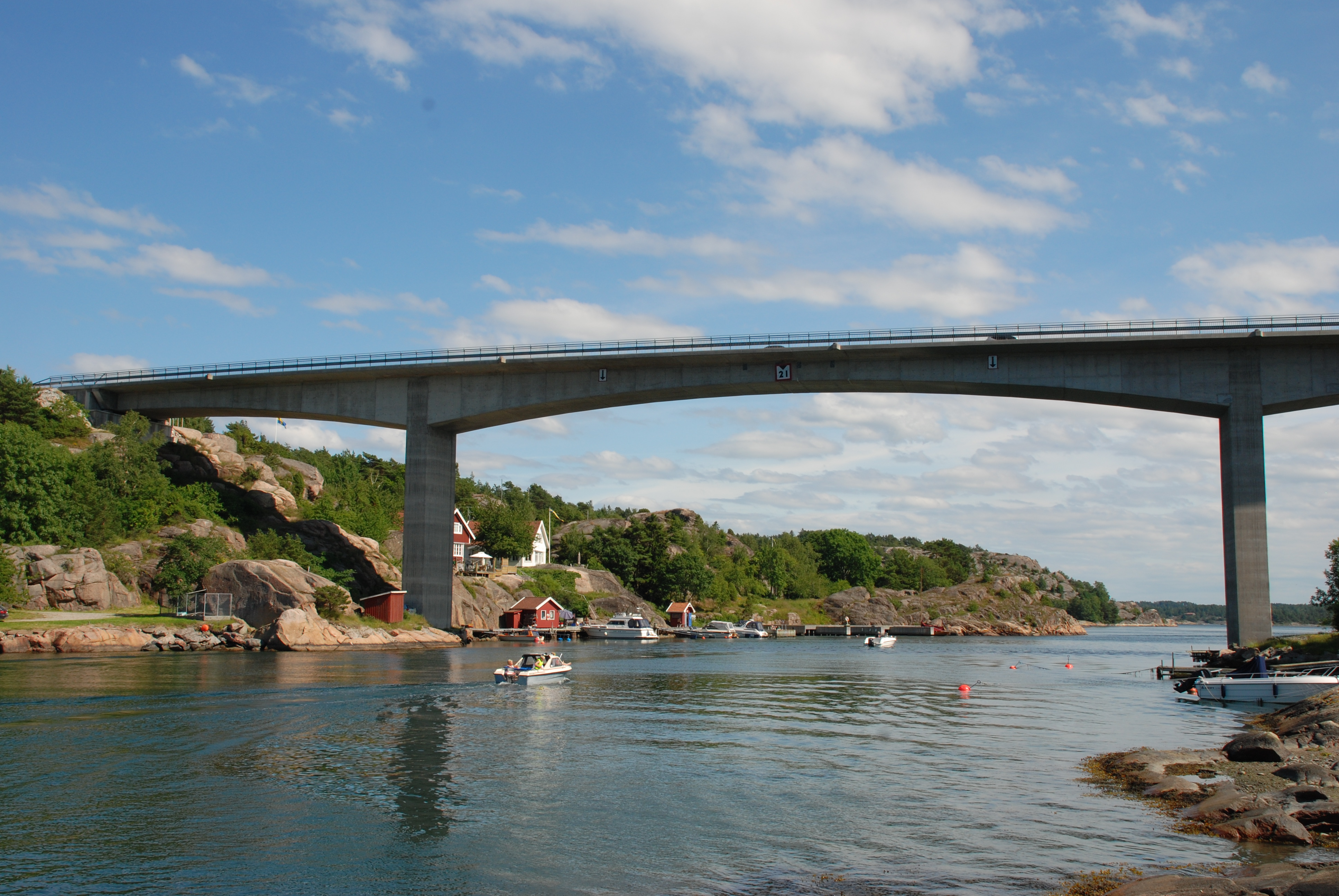
Скопесундский мост